# Blaskapelle Machland
Die Blaskapelle Machland war von 2004 bis 2014 ein Blasorchester aus dem Bezirk Perg, das mit böhmischer und mährischer Blasmusik regional und international aktiv war.

## Geschichte
Die Blaskapelle entstand 2004 aus zwölf Musikern der Machland Musikanten und drei neu hinzugekommenen Musikern. Die Leitung übernahmen Günter Naderer und Manfred Schmidtberger. Als Motto wählte man den Slogan Zurück zur Gemütlichkeit. Im Repertoire befanden sich böhmische und mährische Blasmusik sowie Egerländer Musik. Das erste Konzert fand am 12. April 2004 im Marktstadl Baumgartenberg statt.
Seit 2017 führt ein aus Mitgliedern der Blaskapelle Machland neu zusammengesetztes siebenköpfiges Ensemble unter der Leitung von Emil Haderer die Tradition dieser Musikrichtung unter der Bezeichnung MACH7 weiter. Neben bekannten Stücken der Musikrichtung sollen vermehrt auch Eigenkompositionen von Emil Haderer und Josef Fröschl zur Aufführung gelangen.

## Wettbewerbserfolge
Bei den 7. Europäischen Meisterschaften für Blaskapellen der böhmischen und mährischen Blasmusik in vier unterschiedlichen Leistungsstufen wurde die Blaskapelle Machland in Auer in Südtirol unter 25 Teilnehmern aus fünf Nationen in der Leistungsstufe D, der Profistufe, Europameister mit der höchsten Punktezahl des gesamten Wettbewerbs.
2010 erreichte die Blaskapelle Machland beim 2. Südtiroler Festival für böhmische und mährische Blasmusik in Mühlbach im Pustertal den 1. Rang in der Höchststufe.

## Tonträger
2006 und 2010 brachte die Blaskapelle jeweils einen Tonträger (CD) auf den Markt.
- Melodien voll Harmonie, Gesa Musikproduktion, 2010
- Gemütlich bis virtuos, Gesa Musikproduktion, 2006